# Bi Gan (réalisateur)
Pour les articles homonymes, voir Bi Gan.
Bi Gan (畢贛 en caractères traditionnels ou 毕赣 en caractères simplifiés) est un réalisateur chinois, né en juin 1989 à Kaili (province du Guizhou).

## Biographie
Il fait ses études à l'Institut de communication du Shanxi, à Taiyuan. En parallèle, il fait ses premiers essais de films à Kaili, en filmant son oncle Chen Yongzhong (protagoniste de Kaili Blues) qui joue un poète perdu.
Diplômé en 2011, il hésite entre plusieurs carrières (taxi, dynamiteur de roche), avant de monter un atelier de vidéos de mariage à Guiyang, qui fermera rapidement. 
En 2013, il réalise Le Sutra du diamant avec un ami passionné de bouddhisme, qui reçoit une mention spéciale du jury dans la catégorie Asian New Force durant la 19e édition du Festival IFVA (incubateur de films et médias audiovisuels d'Asie à Hong-Kong). 
Il se lance ensuite dans la réalisation de son premier long métrage, Kaili Blues, avec environ 3 000 euros prêtés par sa mère, et avec le soutien d'un ancien professeur, Ding Jianguo. Ce film, réalisé entre 2014 et 2015, lui vaut le prix du meilleur cinéaste émergent dans la section « Cinéaste du présent » au Festival de Locarno en 2015. En France, le film a également reçu la Montgolfière d'or au Festival des trois continents et a été présenté en compétition au Festival Entrevues de Belfort.
Son deuxième long métrage Un grand voyage vers la nuit est sélectionné en section Un certain regard au Festival de Cannes 2018.
Il présente en 2025 son troisième long métrage, Résurrection, un film de science-fiction avec Jackson Yee et Shu Qi. En raison de la fin tardive de sa production et des contraintes liées à la censure chinoise,, le film est sélectionné en compétition officielle au Festival de Cannes 2025 seulement cinq jours avant l’ouverture de l'événement. Il y reçoit le prix spécial du jury.

## Filmographie
- 2013 : Le Sutra du diamant (Jingang Jing) (court métrage)
- 2015 : Kaili Blues (路边野餐, Lù biān yě Cān)
- 2016 : Mi mi jin yu (court métrage)
- 2018 : Un grand voyage vers la nuit (地球最後的夜晚, Dìqiú zuìhòu de yèwǎn)
- 2022 : A Short Story (破碎太阳之心 | pò suì tàiyáng zhī xīn) (court métrage)
- 2023 : Shards of Moon (court métrage)
- 2025 : Résurrection (Kuang ye shi dai)

## Distinctions
- Festival IFVA  2013 : mention spéciale du jury pour Soutra du Diamant[7]
- Festival de Locarno 2015 : prix du meilleur cinéaste émergent
- Festival des trois continents de Nantes 2015 : Montgolfière d'or[8]
- Festival de Las Palmas 2016 : meilleur film pour Lù biān yě Cān
- Festival de Cannes 2025 : prix spécial du jury pour Résurrection